# 妙興寺 (一宮市)

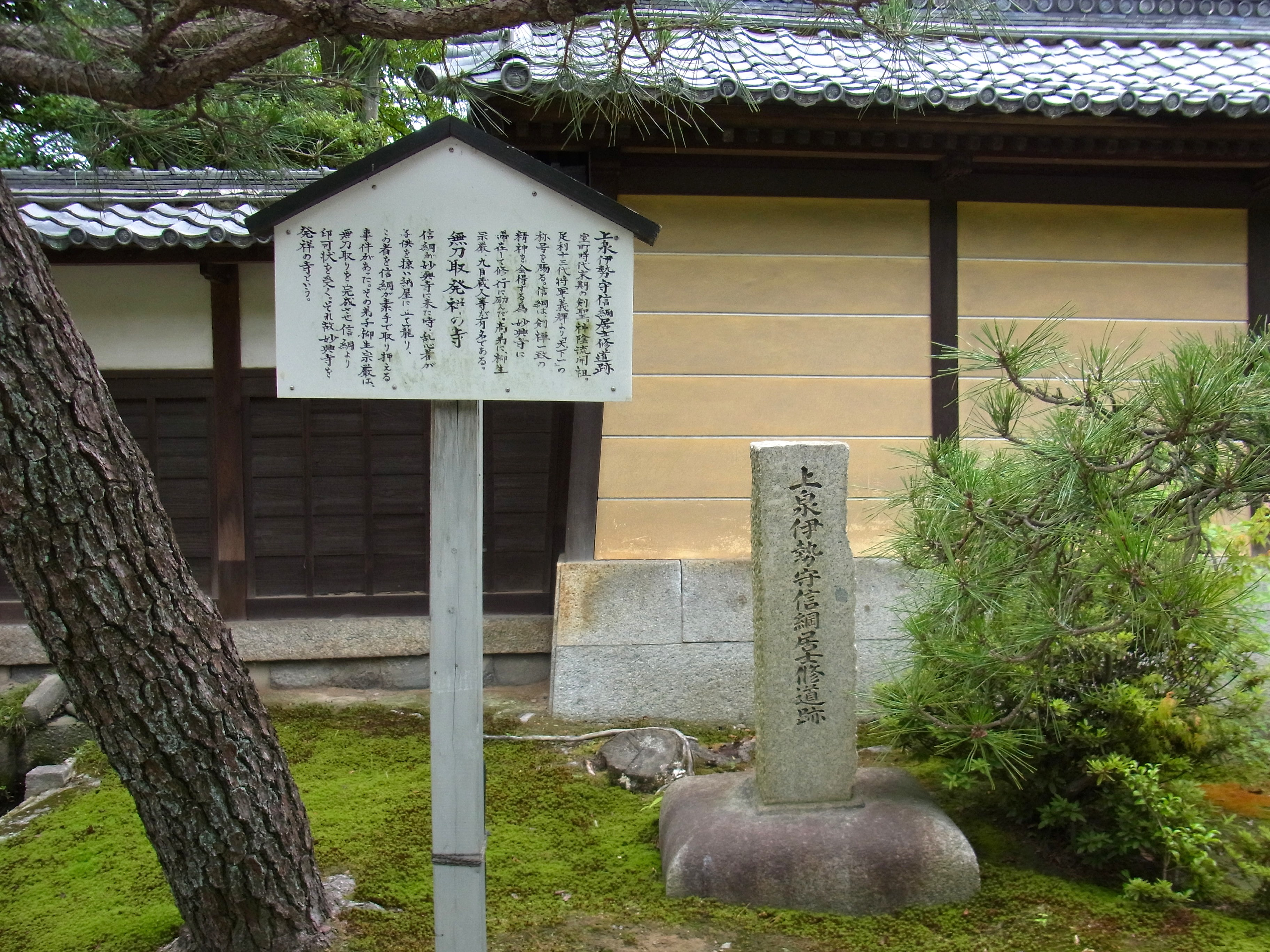
上泉信綱修道跡の碑

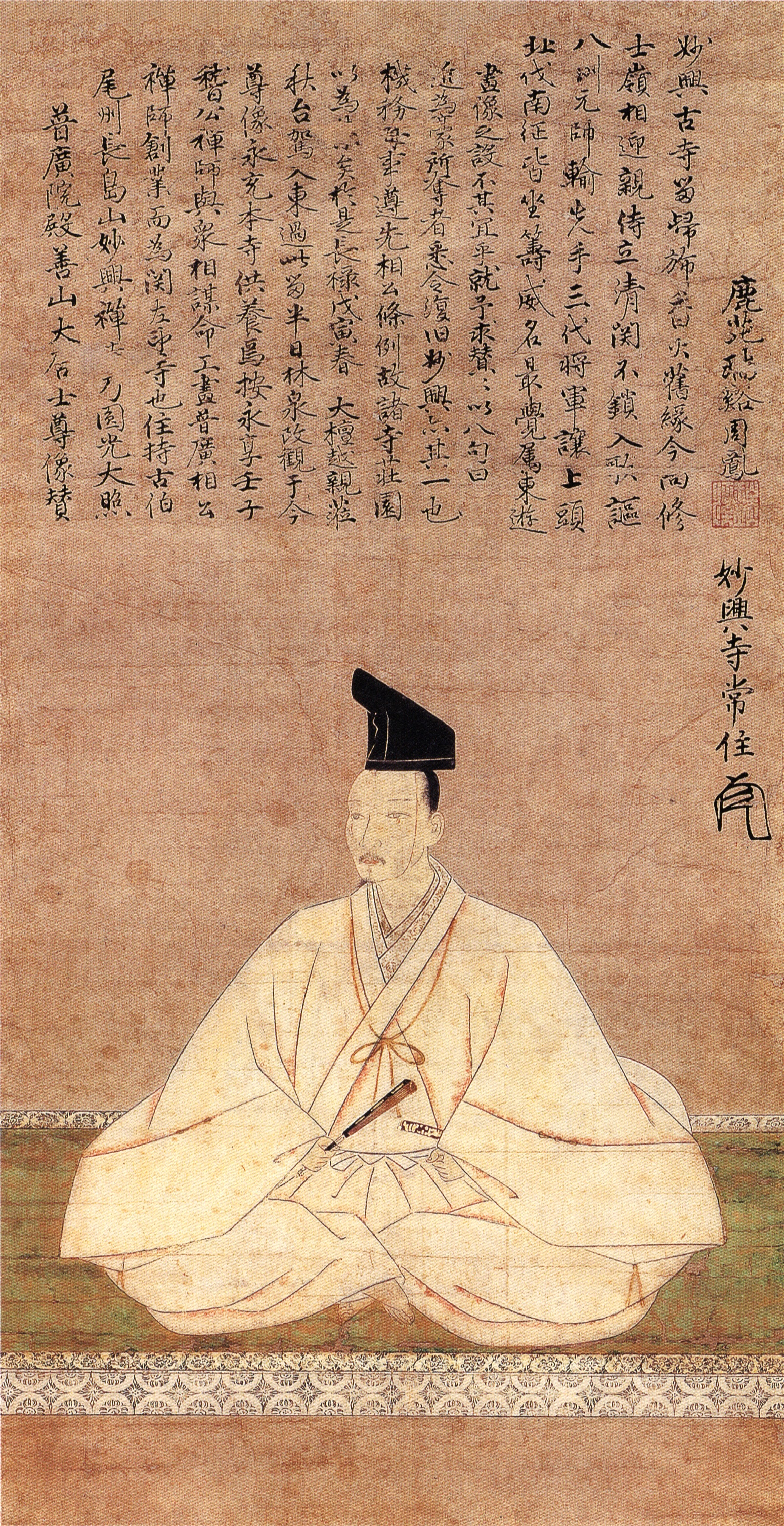
足利義教像

妙興寺（みょうこうじ）は、愛知県一宮市にある臨済宗妙心寺派の大寺院。

## 概要
山号は、長嶋山（ちょうとうさん）、寺号は詳しくは妙興報恩禅寺と称し、宗派は臨済宗妙心寺派に属する。本尊は如意輪観世音菩薩・釈迦三尊、開山は滅宗宗興である。周囲には、五つの塔頭がある。古より「尾張に杉田（過ぎた）の妙興寺」と言われる。
新陰流開祖上泉信綱が修行した。無刀取り発祥の地。修行道場として僧堂が設置されている。
現在では尾張地方の屈指の大禅寺となっている。

## 歴史
創建以前には妙興寺廃寺（妙興寺跡）と呼ばれる古代寺院が建っており、境内各所から出土する奈良時代の瓦によって8世紀には寺院建築が存在したことが確認されている。その後寺院は、いつしか衰退し廃寺になった。数百年後の貞和4年（1348年） 尾張国中島城主中島蔵人の次男滅宗宗興（円光大照禅師）が亡き父母の報恩に感謝するために創建され、先師にあたる南浦紹明（なんぽじょうみん）を勧請開山とした。伽藍が完成したのは貞治4年（1365年）のことである。この間、文和2年（1353年）には 足利義詮の祈願所となり諸山に列し、延文元年（1356年） 後光厳天皇の勅願寺となっている。最盛期には、境内塔頭8、末寺13あったという。
ところが、応仁の乱を境に足利将軍家の庇護を失い、戦国時代の戦乱によって多くの寺領を失い衰微する。一方で、前野広久による医王山天福寺の寄進のように、焼失した小規模の寺から寺領を寄進されることもあった。
天正18年（1590年）寺の荒廃を憂いた豊臣秀次（あるいは豊臣秀吉）によって京都妙心寺から南化玄興が招聘され再興がはじまり、この時から妙心寺の末寺となった。秀次が200石を寄進した後、秀吉が300石を朱印地として宛てがい、後に松平忠吉に200石に減らされるも、これが尾張藩主によって代々安堵された。
明治23年（1890年）に火災で伽藍等の主要堂宇を焼失し、方丈は明治26年（1893年）、庫裏は明治30年（1897年）にそれぞれ再建された。重要文化財の勅使門は、創建当初来の遺構を今日に至るまで伝えている。当門には1353年、後光厳天皇より賜った勅額「国中無双禅刹」が掛かっている。
- 開山：大応国師　南浦紹明　延慶元年十二年廿九日遷化
- 創建：円光大照禅師　滅宗宗興　永徳元年七月十一日遷化
- 一世：正宗大暁禅師　峰翁祖一
- 二世：心王守性禅師　大興定菴
- 三世：大機円融禅師　聖翁享庵
- 四世：善一禅師
- 五世：伝心宗蜜禅師
- 六世：了山覚禅師

## 伽藍
境内全域が愛知県指定史跡であり、一宮市博物館が設置されている
- 勅使門 - 室町時代、国の重要文化財
- 総門 - 犬山城主成瀬正太の寄進
- 鐘楼 - 江戸時代、愛知県指定有形文化財

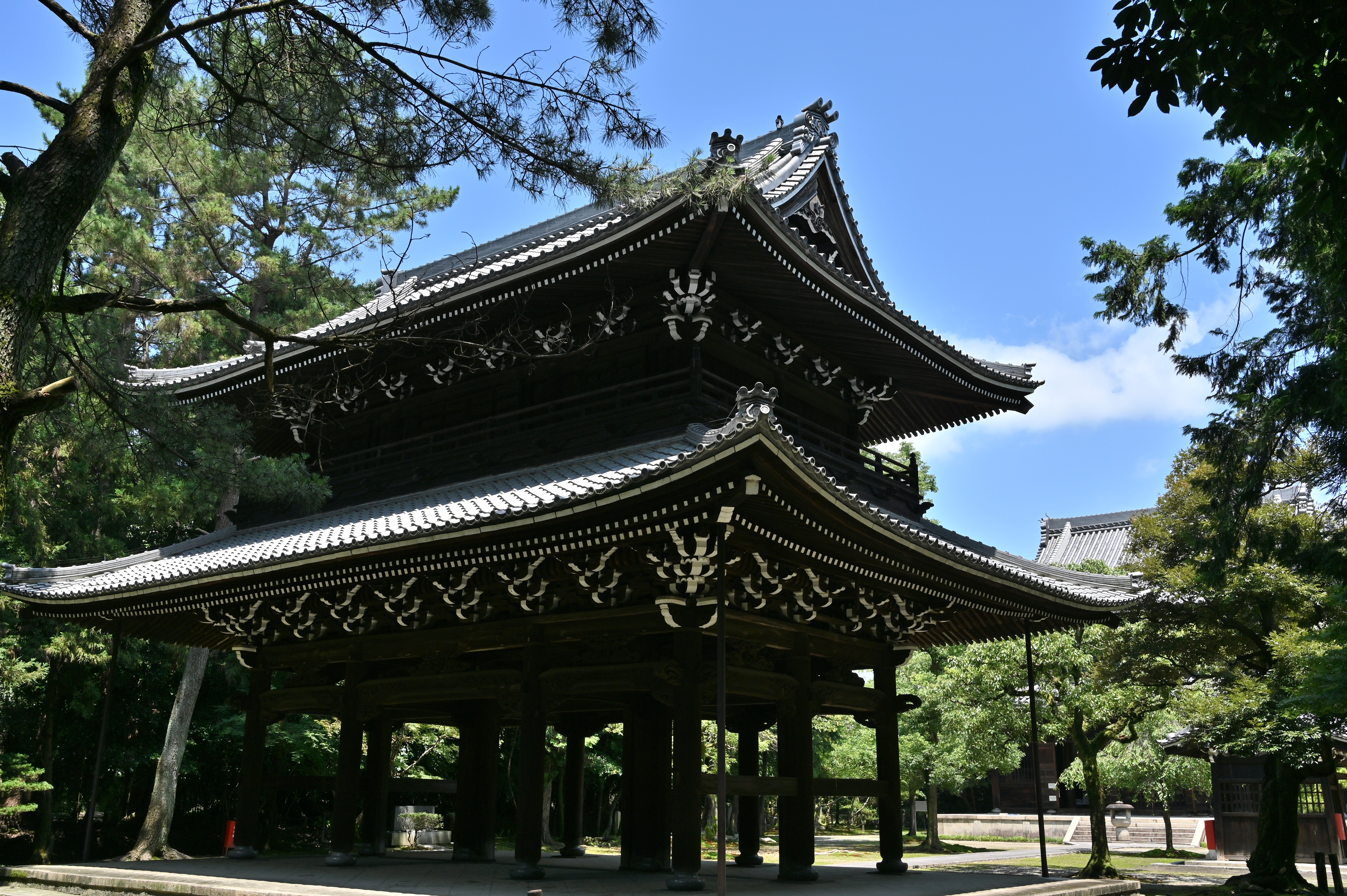
境内の伽藍配置
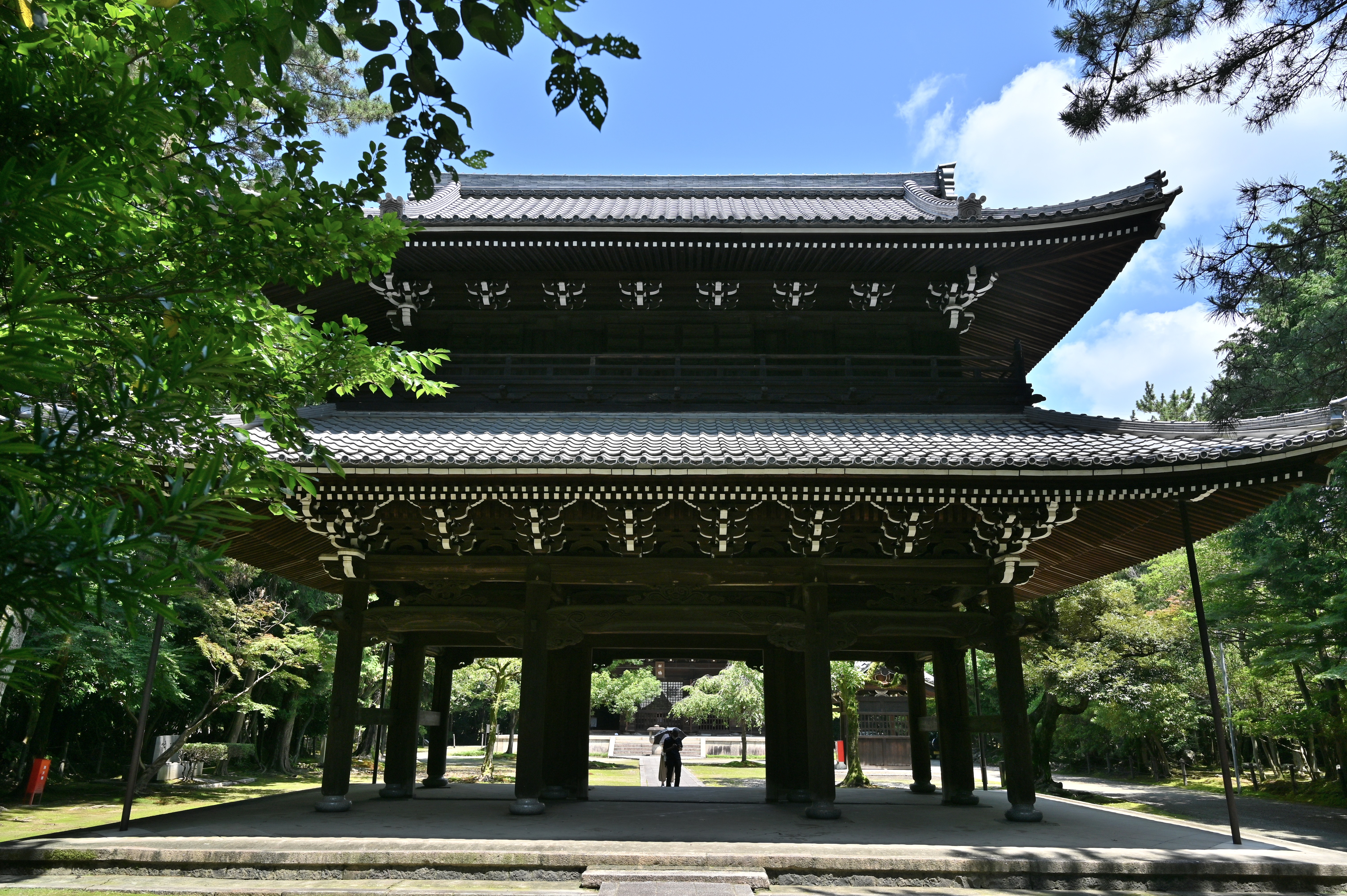
三門
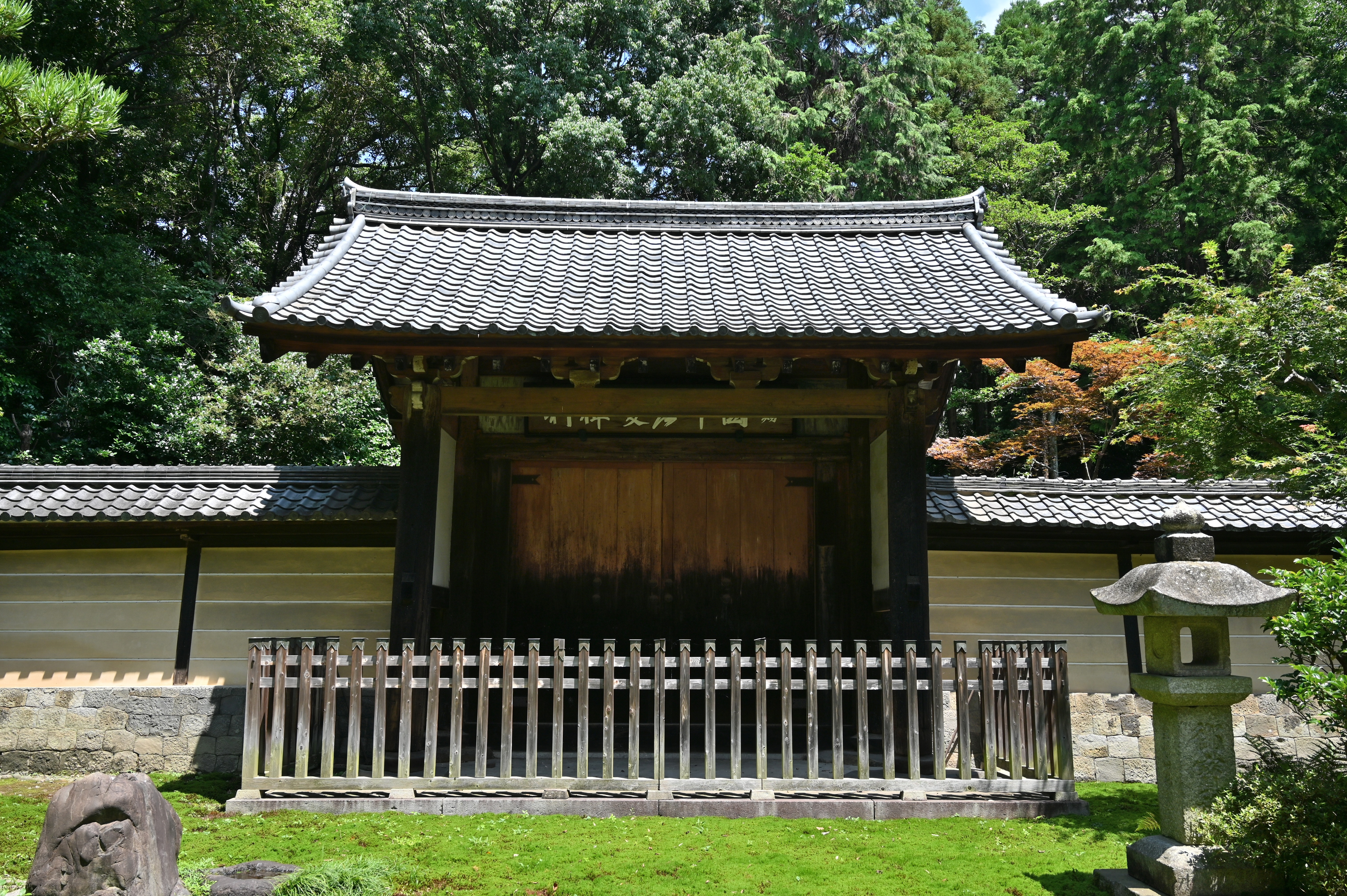
勅使門（重要文化財）
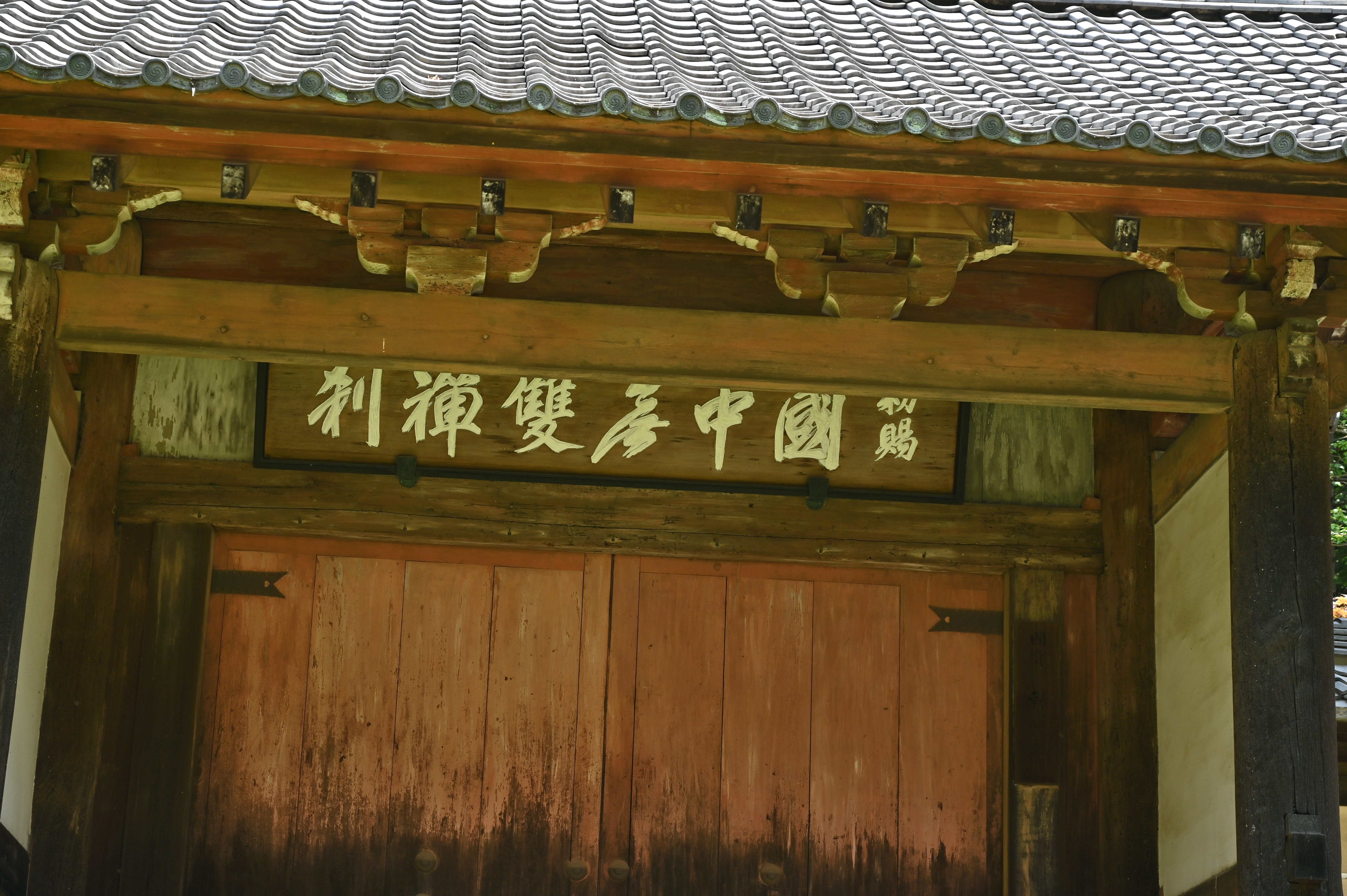
勅使門にかかっている後光厳天皇より賜った勅額
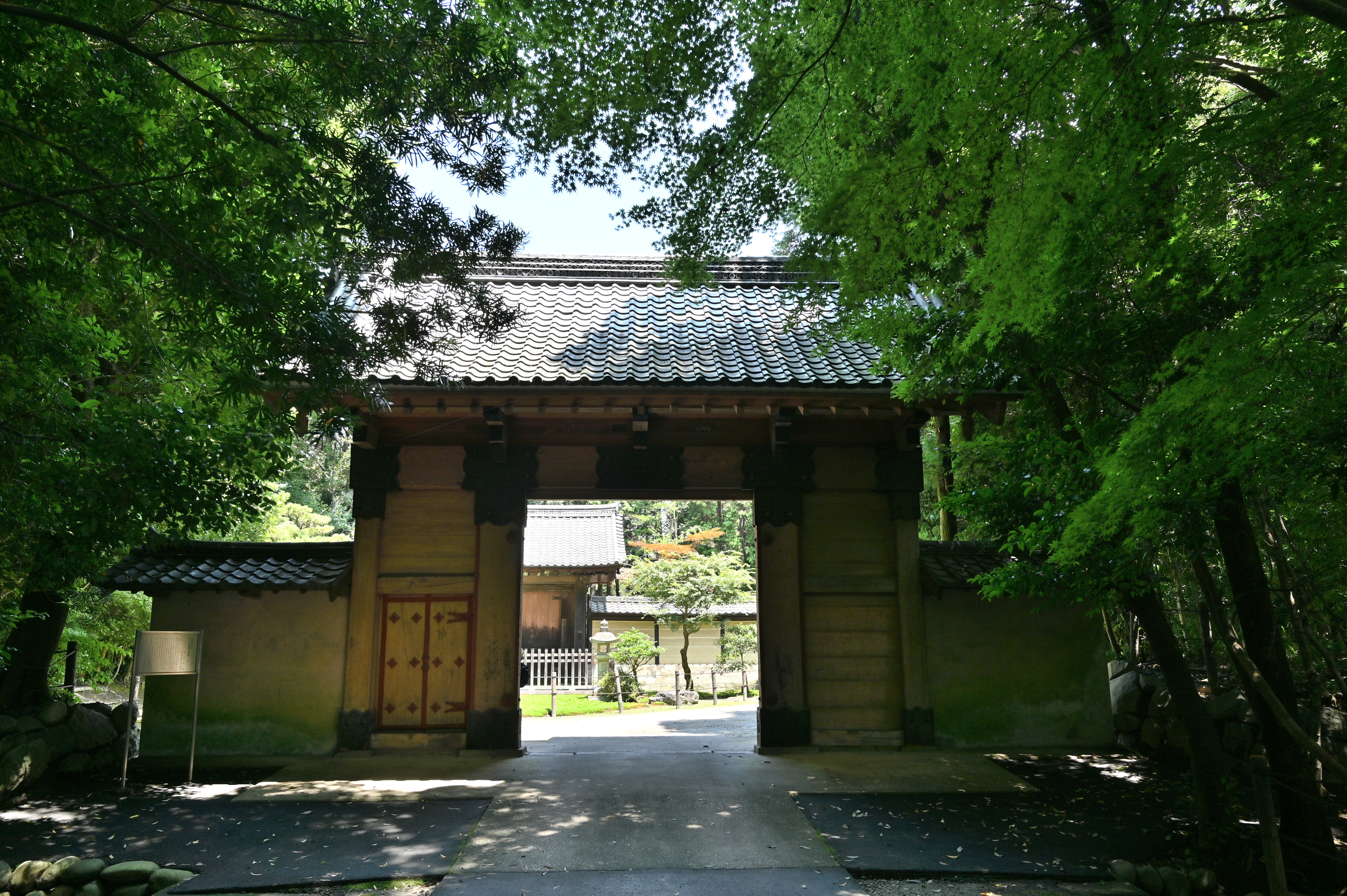
総門
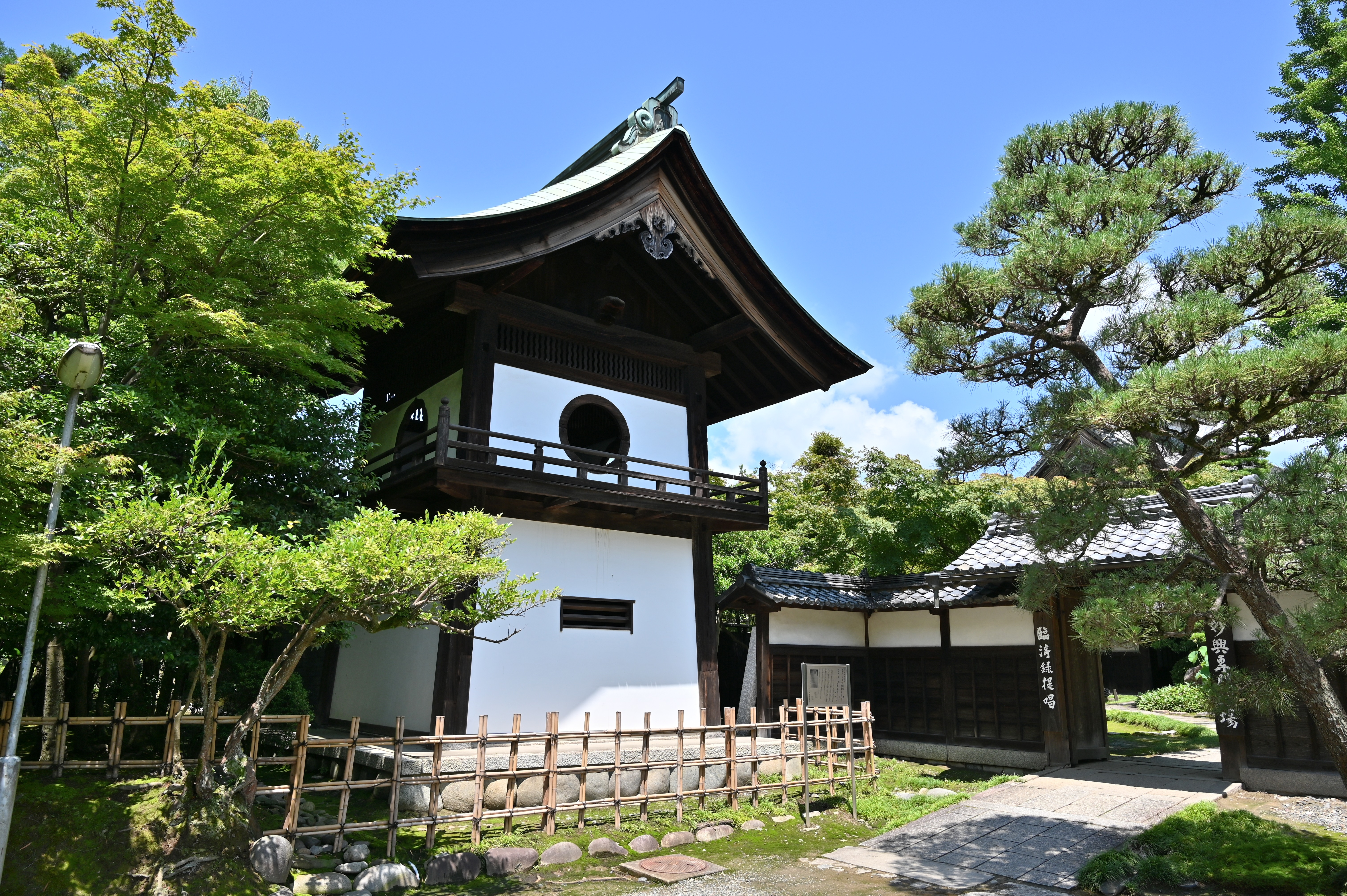
鐘楼

## 文化財

### 重要文化財
- 勅使門

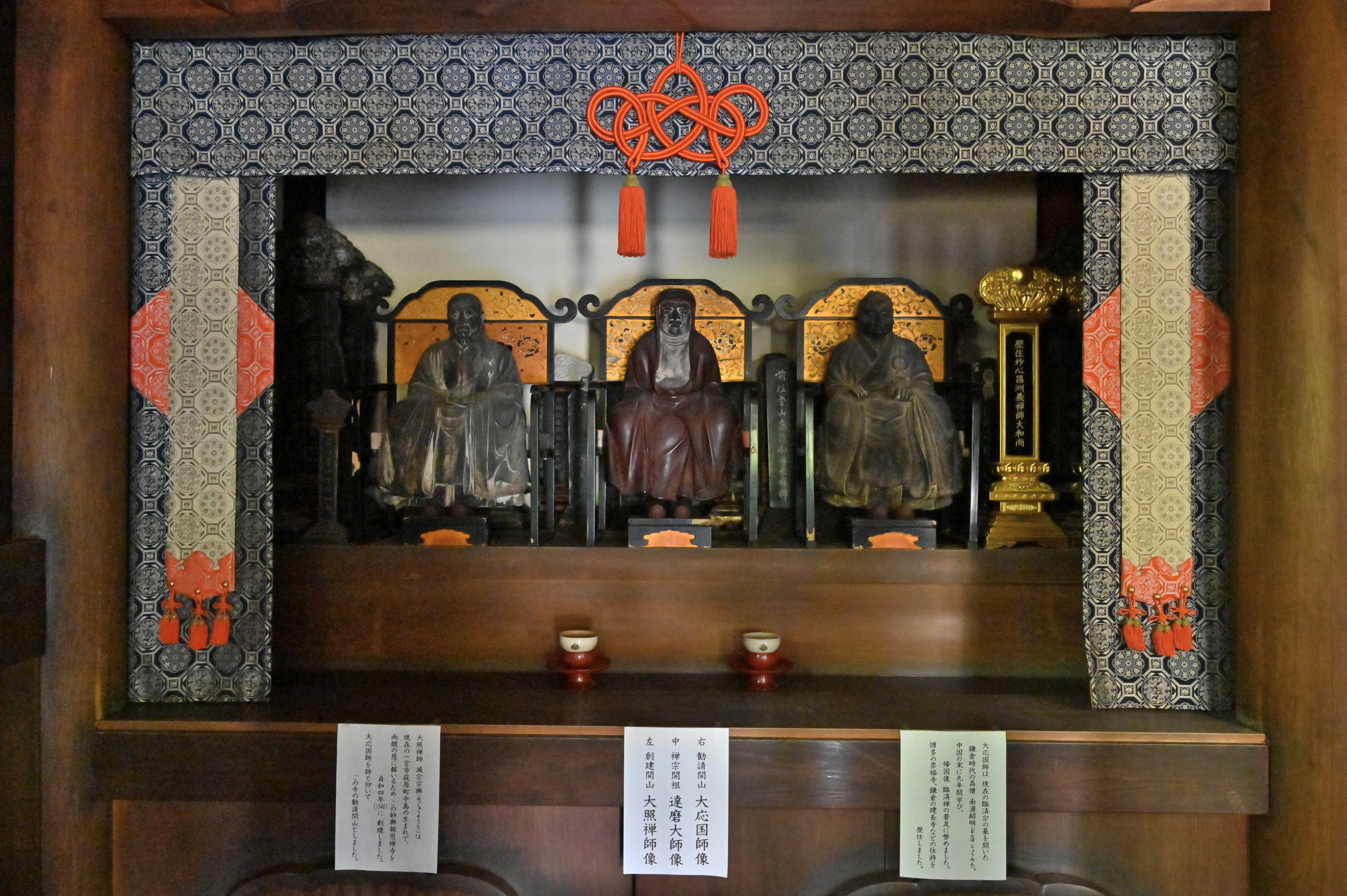
左より滅宗宗興（大照禅師）、達磨大師、南浦紹明（大応国師）像

- 紙本著色足利義教像 瑞渓周鳳賛 - 賛の右下に足利義政花押がある。賛によれば永享4年（1432年）秋、義教が富士遊覧と称して駿河へ下向した際、妙興寺に半日滞在し、寺号額「妙興報恩禅寺」を与えたという。また長禄2年（1458年）義教の子・義政が妙興寺などの寺領を安堵した縁により、義教供養のため同寺住職の古伯眞稽が制作させたという。
- 絹本著色仏涅槃図
- 絹本墨画白衣観音（びゃくえかんのん）図 良全筆 乾峰士曇賛 - 鎌倉から南北朝時代（14世紀）
- 絹本著色道仏二教諸尊図　4幅 - 中国・南宋から元時代（13世紀後半）。寛永8年（1631年）柳生利厳が表装し直して寄進
- 絹本著色十六羅漢像 16幅 - 中国・元時代。同じ年利厳が表装し直して寄進
- 絹本墨画著色金泥文殊図 空谷明応賛
- 木造大応国師（南浦紹明）坐像 - 鎌倉時代（14世紀）南浦が示寂した延慶元年（1308年）からあまり経ってない頃の作
- 九条袈裟（南浦紹明所用、田相薄茶地四葉花文顕文紗、条葉紺地四葉花折枝文顕文紗）（附：環2枚、坐具2枚）[4] - 南宋から元時代（13世紀後半）
- 九条袈裟（滅宗宗興所用、田相黄地桐竹鳳凰麒麟文綾、条葉薄茶地二重蔓牡丹唐草文綾）（附：坐具1枚）[4] - 南北朝時代
- 妙興寺文書　549通

※ 典拠：2000年までの指定物件については『国宝・重要文化財大全 別巻』（所有者別総合目録・名称総索引・統計資料）（毎日新聞社、2000年）による。

### 愛知県指定有形文化財
- 鐘楼　元禄2年
- 梵鐘
- 南浦紹明塔銘牌 - 木製1基。享徳2年（1453年）妙興寺27代住持無隠徳吾が造立。
- 紙本著色豊臣秀吉像 - 南化玄興賛（慶長5年（1600年））、伝狩野山楽筆
- 紙本墨画神農図 - 江戸時代（17世紀）神前松徳筆、蘭叟紹秀賛
- 紙本墨画達磨図 - 江戸時代（17世紀）神前松徳筆、蘭叟紹秀賛
- 木製漆塗彫根来大香合 - 室町末から安土桃山時代（16世紀）南化玄興所用と伝えられる。
- 紙本著色竹雉子之図　足利義継筆
- 紙本著色鷹の図　賛:万里集九
- 紙本墨書斎宮女御集断簡
- きん子(付:きん子桶)
- 鬼瓦　奈良後期
- 境内地　愛知県指定史跡

### 一宮市指定有形文化財

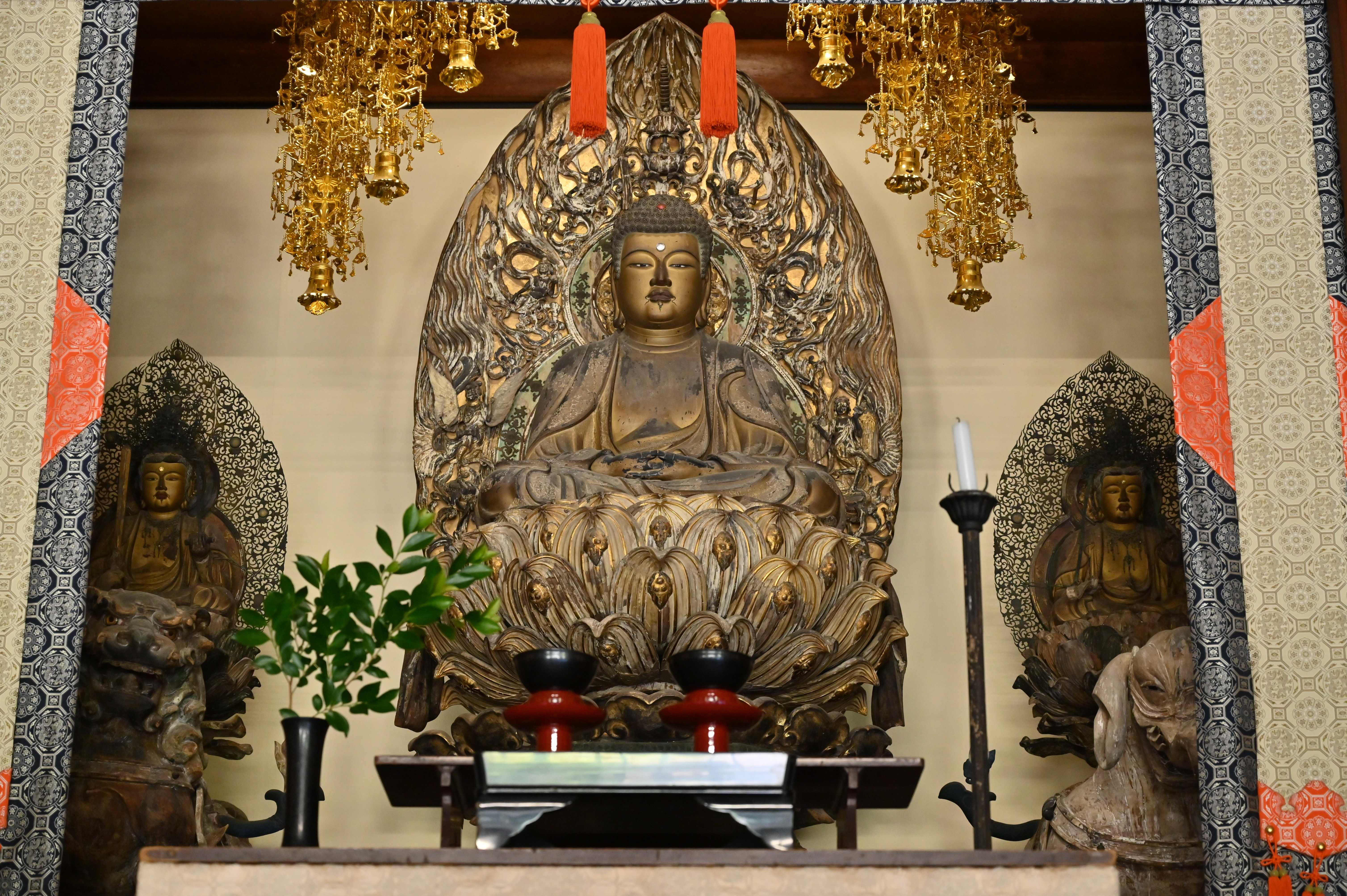
釈迦三尊像

- 不動明王像 - 平安時代（10-11世紀）
- 武人天部立像 2躯 - 鎌倉時代
- 木造釈迦三尊像 - 南北朝時代（14世紀）院派仏師院遵（院吉の子、院広の弟）作
- 軒先丸瓦 - 奈良時代（8世紀）尾張国分寺所用瓦
- 木造滅宗宗興(創建開山大照禅師)坐像 - 南北朝時代（14世紀）滅宗の没する永徳2年（1382年）前後の作
- 木造大照禅師坐像　室町初期　仏殿安置
- 木造大応国師坐像　南北朝期　仏殿安置
- 木造如意輪観音坐像 - 室町初期　方丈本尊
- 木造十六羅漢像 - 江戸時代　三門安置
- 釈迦三尊・地蔵菩薩・羅漢像 - 江戸時代　三門安置

- 絹本著色南化玄興頂相図 - 安土桃山時代（16世紀）自賛
- 紙本墨画出山釈迦図三尊図3幅 - 室町時代（15世紀）伝祥啓筆
- 絹本墨画淡彩不動明王像 - 嘉慶元年（1387年）龍湫周澤賛筆
- 紙本墨画淡彩寿老人図 - 室町時代（15世紀） 万里集九賛
- 絹本墨画柳牛図 - 中国・元時代（13-14世紀）毛倫筆
- 紙本墨画著色五位鷺図 - 江戸時代（17世紀）伝相阿弥筆とされるが筆法は狩野派
- 絹本墨画墨梅図（白梅図） - 中国・明時代（14-17世紀）伝楊補之筆
- 紙本墨画墨梅図（紅梅図） - 室町時代（16世紀）雪崖筆
- 紙本墨画山水図  - 室町時代（15世紀）雪閑筆
- 紙本墨画蓮池水禽図  - 室町時代（15世紀）雪洞筆
- 絹本著色仙人図 - 明代
- 絹本著色弥陀・観音・地蔵来迎図 - 鎌倉時代
- 絹本著色聖徳太子講讃図 - 鎌倉時代
- 紙本著色草花図屏風 - 伝・土佐光茂筆
- 絹本著色花鳥之図 - 元時代(13～14世紀)
- 絹本著色釈迦十六善神図 - 室町初期
- 絹本墨画淡彩山水図 - 明時代・唐寅筆
- 絹本著色羅漢図2幅 - 明代初期
- 紙本墨画白衣観音図 - 室町時代・吉山明兆筆
- 絹本著色人物図（酒宴図）　明代
- 絹本墨画月梅図
- 絹本着色薬師三尊十二神将像 - 室町時代
- 聯額 - 木庵性とう筆
- 永伝筆伝法相承次第　南北朝前期
- 喚鐘 - 享徳2年（1453年）青銅製
- 陶製手水鉢 - 江戸時代（18世紀）御庭焼。尾張藩主によって寄進
- 朱漆楼閣人物葡萄栗鼠牡丹沈金膳3枚 - 室町から安土桃山時代。寺伝では南化玄興が豊臣秀吉から拝領したという。
- 湖州鏡(附:朱漆塗鏡筥) - 中国・宋時代（10-13世紀）
- 蕣の衣桁 - 桃山時代末期
- 建造物 16棟 - 総門・三門・仏殿・客殿・庫裡・唐門・開山門・玄関・禅堂・開山堂・侍者寮・衆寮・書院・明暢亭・雪爪庵・宝蔵・弁天堂[5]
- スダジイ　一宮市指定天然記念物

※ 尾張の正倉院とも呼ばれる。

## 塔頭
耕雲院、種玉院、太陽院、清寥院、来薫院の5か院がある。このほか、かつては西住院、瑞芳院もあったが、現在は故地を離れている。また、来薫院の北側に桂昌院があった。

## 妙興寺そば
全国的に知られる妙興寺そばは、妙興寺僧侶が考案したとされる。

## 所在地
- 愛知県一宮市大和町妙興寺2438

## 交通手段
- 名鉄名古屋本線 妙興寺駅から徒歩で約7分。

## 周辺
- 一宮市博物館